# Баранник Сергій Олексійович
Сергі́й Олексі́йович Бара́нник (нар. 21 листопада 1952, Александровськ-Сахалінський) — український художник; член Спілки радянських художників України з 1987 року та творчої групи «Маріуполь-87», голова правління Маріупольської організації Національної спілки художників України. Заслужений художник України з 2009 року.

## Біографія
Народився 21 жовтня 1952 року в місті Александровську-Сахалінському Сахалінської області СРСР. 1962 року родина перебралась в місто Жданов, УРСР. Навчався в місцевій школі № 36, по закінченні якої з 1971 по 1973 ріки проходив службу в Збройних силах СРСР. В період 1973—1975 років — працював художником-оформлювачем в художньо-виробничих майстернях на заводі «Тяжмаш», в кінці 1975 року перейшов до художньо-виробничого комбінату Художнього фонду УРСР в місті Жданові.
Живе у Маріуполі, в будинку на вулиці Артема, № 148, квартира 30.

## Творчість
Працює у галузі станкового і монументального живопису, графіки. Серед робіт:
- «Знак моря»;
- «Жіночий профіль»;
- «Знак червоної риби»;
- «Канал»;
- «Знак біди» (1987);
- «Знак обличчя»;
- «Знак туги» (1996);
- «Знак відпочинку» (1998);
- «Знак сім'ї» (1999);
- «Знак гармонії»;
- «Знак вічності»;

графічні серії
- «Радіючи й сумуючи», з історії Київської Русі (16 аркушів, закінчена у 1985 році);
- «Моя сім'я» (1986—1987);
- «Спогад» (1988—1989);
- «Земля Палестини» (1989, 12 аркушів);
- «Різне» (1989—1993);
- «Життя і боротьба» (1991—1993);
- «Куликове поле» (2003, на замовлення музею-заповідника «Куликове поле», Тула, Росія).

1990 року в складі бригади місцевих художників, брав участь у виконанні розписів у Свято-Микільському соборі Маріуполя.
З 1976 року брав участь у міських, обласних, всеукраїнських, всесоюзних, міжнародних художніх виставках. Персональна виставка відбулася у 1983 році в Маріуполі. 1985 року був учасником міжнародної виставки «СРСР — НДР» у Москві. У 1987 році його роботи експонувались в Манежі, на всесоюзній виставці «Країна Рад».
Один із засновників товариства альтернативного мистецтва «Маріуполь-87», як член товариства з 1987 по 2003 рік брав участь в дванадцяти виставках в Маріуполі, Ризі, Донецьку, Бібіоне (Італія).
1988 року отримав запрошення на участь в інтернаціональному творчому проекті «CHORZOW-88» (Польща), а його твори експонувались на виставках в низці польських міст, серед яких і Краків. Створив ознайомчий туристичний маршрут по містах Польщі.
Представник маріупольського об'єднання художників «ХарБарБонд» (Володимир Харакоз, Сергій Баранник та Олександр Бондаренко). У лютому — березні 2015 року в Маріуполі відбулася їх спілна виставка абстрактного живопису. Художники також ініціювали проведення першої в історії НСХУ Всеукраїнської виставки абстрактного живопису в Києві у 2015 році.
Окремі роботи художника зберігаються у фондах Національної спілки художників України, Міністерства культури України, Маріупольському краєзнавчому музеї, в музеях Росії, Польщі, Палестини, в приватних колекціях Італії, Канади, Німеччини, Польщі, Росії, США, України та Франції.